# Исторические памятники инженерно-архитектурного искусства Германии
Статус исторического памятника инженерно-архитектурного искусства Германии (нем. Historische Wahrzeichen der Ingenieurbaukunst in Deutschland) присваивается Федеральной палатой инженеров Германии выдающимся инженерным сооружениям невоенного назначения, расположенным на территории Федеративной республики Германии. Общенациональная кампания по выявлению и популяризации таких памятников проводится под эгидой федерального правительства Германии.

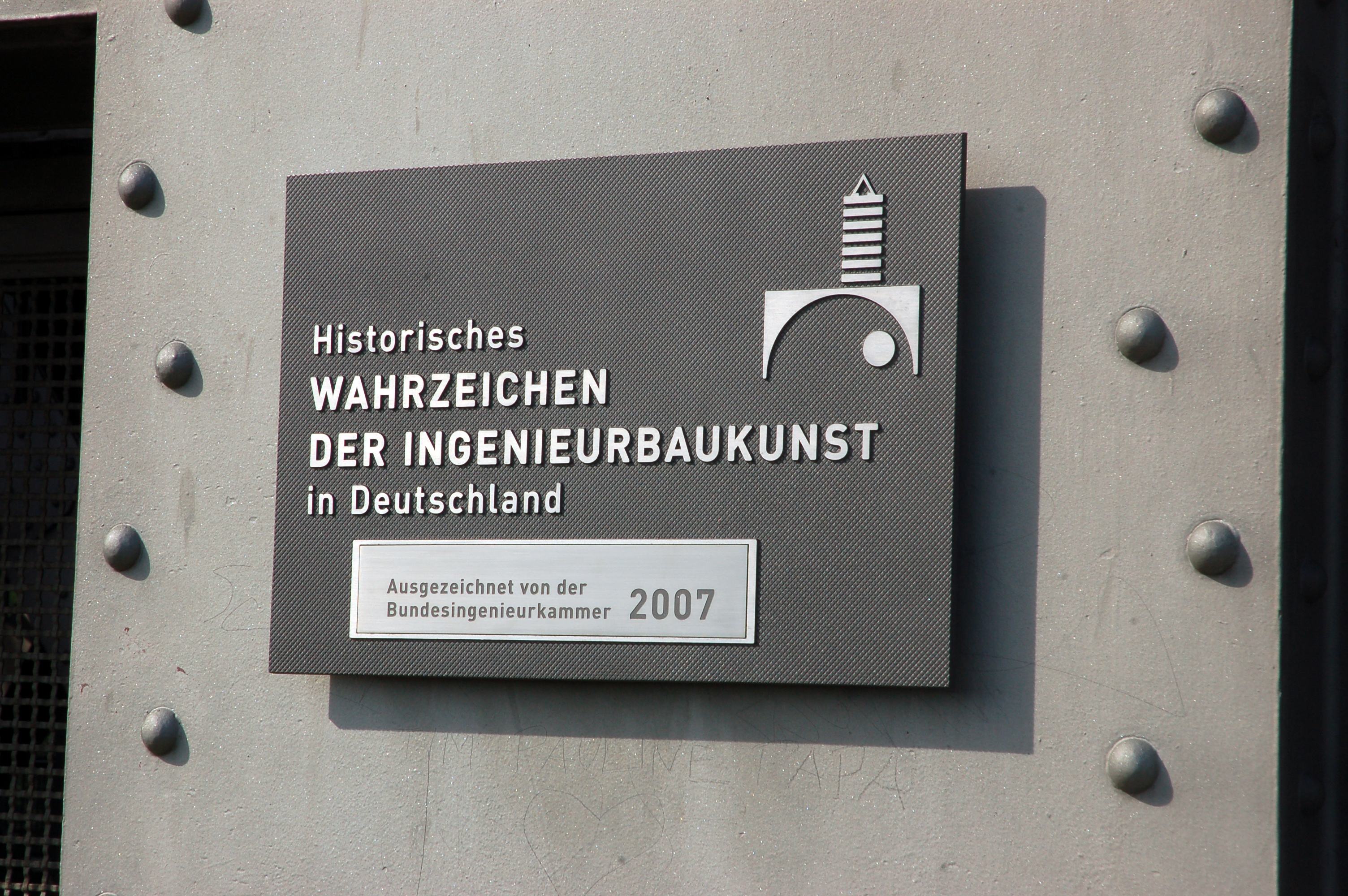
Памятная доска на судоподъёмнике в коммуне Нидерфинов

Для того, чтобы претендовать на статус исторического памятника, инженерное сооружение должно удовлетворять следующим требованиям:
- сооружение должно быть создано более 50 лет назад,
- оно должно играть заметную роль в развитии гражданского строительства,
- оно должно находиться в современных границах Федеративной республики Германии[2].

Первым историческим памятником инженерно-архитектурного искусства Германии в декабре 2007 года стал судоподъёмник в коммуне Нидерфинов. В настоящее время семью экспертами научно-консультативного совета Федеральной палаты инженеров составлен список из 80 объектов, достойных называться историческими памятниками. По состоянию на конец 2024 года статус присвоен тридцати одному инженерному сооружению.
Присвоение почётного статуса призвано популяризировать искусство проектирования сложных технических сооружений, укреплять общественное признание технологических инноваций в архитектуре, стимулировать молодых людей получать инженерное образование.
Присвоение сооружению статуса исторического памятника сопровождается открытием памятной доски на объекте, изданием иллюстрированных материалов по истории и конструкции сооружения.
| № | Наименование                                                      | Тип объекта                      | Годы постройки | Расположение                                   | Координаты                      | Дата присвоения статуса | Фото |
| --- | ----------------------------------------------------------------- | -------------------------------- | -------------- | ---------------------------------------------- | ------------------------------- | ----------------------- | ---- |
| 1 | Судоподъёмник в Нидерфинове Schiffshebewerk Niederfinow           | Судоподъёмник                    | 1927—1934      | Нидерфинов земля Бранденбург                   | 52°50′56″ с. ш. 13°56′29″ в. д. | 5 декабря 2007          |      |
| Старейший судоподъёмник Германии, осуществляющий спуск и подъём судов из водной системы Одера в водную систему Хафеля. Перепад высот составляет 36 метров. Общая масса стального сооружения — 14 000 тонн; размер камеры — 85 х 12 метров; подъём судна занимает 20 минут. |                                                                   |                                  |                |                                                |                                 |                         |      |
| 2 | Гёльчтальбрюкке Göltzschtalbrücke                                 | Виадук                           | 1846—1851      | Райхенбах-им-Фогтланд земля Саксония           | 50°37′21″ с. ш. 12°14′45″ в. д. | 25 июня 2009            |      |
| Самый большой в мире кирпичный железнодорожный виадук. Перекинут через долину реки Гёльч на трассе железной дороги Лейпциг — Нюрнберг. Высота четырёхэтажного 29-пролётного моста — 78 метров, на дату постройки это был самый высокий в мире железнодорожный мост; длина — 574 метра. |                                                                   |                                  |                |                                                |                                 |                         |      |
| 3 | Телебашня Штутгарта Stuttgarter Fernsehturm                       | Телебашня                        | 1954—1955      | Штутгарт земля Баден-Вюртемберг                | 48°45′21″ с. ш. 09°11′25″ в. д. | 11 июля 2009            |      |
| Первая в мире телевизионная башня, построенная из железобетона (до этого все подобные сооружения возводились из металлических конструкций). Высота башни — 217 метров. |                                                                   |                                  |                |                                                |                                 |                         |      |
| 4 | Летающий паром Остен — Хеммор Schwebefähre Osten-Hemmoor          | Летающий паром                   | 1908—1909      | Хеммор земля Нижняя Саксония                   | 53°41′39″ с. ш. 09°10′59″ в. д. | 1 октября 2009          |      |
| Ажурная металлическая конструкция летающего парома соединяет два берега реки Осте. Такое техническое решение обеспечивает проход по реке больших судов, но при этом втрое дешевле разводного моста. Гондола парома рассчитана на два автомобиля и 25 человек. |                                                                   |                                  |                |                                                |                                 |                         |      |
| 5 | Металлургический завод в Зайне Sayner Hütte                       | Производственное здание          | 1828—1830      | Бендорф земля Рейнланд-Пфальц                  | 50°26′26″ с. ш. 07°34′50″ в. д. | 27 августа 2010         |      |
| Основной объект памятника — литейный цех размером 24 х 43 метра, где располагались три доменные печи для выплавки чугуна, — собран из литых чугунных деталей. Ажурные эллиптические своды опираются на два ряда металлических колонн. В фонаре функционирует подвесной конвейер во всю длину здания. |                                                                   |                                  |                |                                                |                                 |                         |      |
| 6 | Виадук Химбахель Himbächel-Viadukt                                | Виадук                           | 1878—1882      | Берфельден земля Гессен                        | 49°36′12″ с. ш. 08°59′34″ в. д. | 10 сентября 2010        |      |
| Одноэтажный десятипролётный арочный железнодорожный мост длиной 250 метров и максимальной высотой 43 метра сооружён из блоков тёсаного песчаника. Арки виадука имеют ширину 20 метров. |                                                                   |                                  |                |                                                |                                 |                         |      |
| 7 | Маяк «Красный песок» Leuchtturm «Roter Sand»                      | Маяк                             | 1880—1885      | Вангероге земля Нижняя Саксония                | 53°51′12″ с. ш. 08°04′56″ в. д. | 31 октября 2010         |      |
| Четырёхэтажный красно-белый маяк из стальных конструкций с тремя консольными эркерами расположен в Северном море, в устье реки Везер. Это первый в мире маяк, сооружённый в открытом море на зыбучем песке. Высота маяка над уровнем моря во время отлива — 31 метр, высота конструкции вместе с фундаментом — 52,5 метра. |                                                                   |                                  |                |                                                |                                 |                         |      |
| 8 | Аэропорт Берлин-Темпельхоф Flughafen Berlin-Tempelhof             | Аэропорт                         | 1935—1941      | Берлин земля Берлин                            | 52°28′25″ с. ш. 13°24′06″ в. д. | 1 июня 2011             |      |
| Аэровокзал общей площадью 284 тысячи квадратных метров, способный обслуживать до 6 миллионов пассажиров в год, на дату постройки стал самым большим в мире. Овальное лётное поле диаметром 2 километра позволяло самолётам взлетать и садиться в любом направлении (в зависимости от ветра). В проекте аэропорта были учтены все самые современные требования: отдельные зоны вылета и прибытия, грузовых и почтовых перевозок; отели, офисные помещения компании Lufthansa. В 2004 году британский архитектор сэр Норман Фостер назвал Темпельхоф «матерью всех аэропортов». |                                                                   |                                  |                |                                                |                                 |                         |      |
| 9 | Мясной мост Fleischbrücke                                         | Мост                             | 1596—1598      | Нюрнберг земля Бавария                         | 49°27′11″ с. ш. 11°04′37″ в. д. | 10 июня 2011            |      |
| Одноарочный каменный мост через реку Пегниц в историческом центре Нюрнберга был на дату постройки самым длинным одноарочным мостом Германии. Его длина — 27 метров, высота пролёта над зеркалом реки — 4,2 метра. Мост построен в стиле позднего ренессанса, вход на мост оформлен каменным порталом, увенчанным скульптурой быка. |                                                                   |                                  |                |                                                |                                 |                         |      |
| 10 | Старый тоннель под Эльбой St. Pauli Elbtunnel                     | Тоннель                          | 1907—1911      | Гамбург земля Гамбург                          | 53°32′38″ с. ш. 09°57′59″ в. д. | 7 сентября 2011         |      |
| Автомобильно-пешеходный тоннель длиной 426 метров под водами реки Эльбы состоит из двух параллельных ходов внутренним диаметром 4,8 метров каждый. Отличительной его особенностью является отсутствие подъездных путей — люди и автомобили попадают в тоннель с обоих берегов реки путём подъёма и спуска на лифте. Каждый из входов в тоннель оборудован четырьмя грузовыми подъёмниками, рассчитанными на перемещение автомобилей массой до 10 тонн. |                                                                   |                                  |                |                                                |                                 |                         |      |
| 11 | Мост короля Людвига König-Ludwig-Brücke                           | Мост                             | 1847—1851      | Кемптен земля Бавария                          | 47°42′56″ с. ш. 10°19′18″ в. д. | 20 апреля 2012          |      |
| Трёхпролётный мост через реку Иллер является одним из самых старых сохранившихся деревянных железнодорожных мостов мира. Несущие конструкции моста, покоящиеся на каменных основаниях, имеют коробчатую форму, изготовлены из лиственницы и дуба. Длина центрального пролёта моста — 52 метра. |                                                                   |                                  |                |                                                |                                 |                         |      |
| 12 | Насосная станция Старый Эмшер Pumpwerk Alte Emscher               | Насосная станция                 | 1912—1914      | Дуйсбург земля Северный Рейн-Вестфалия         | 51°28′48″ с. ш. 06°43′41″ в. д. | 24 мая 2013             |      |
| Канализационная насосная станция водосборной системы реки Эмшер. Круглая в плане форма здания обусловлена тем, чтобы станция могла выдерживать максимальное давление воды в случае аварийной ситуации; а значительная высота объясняется необходимостью отвода большого количества тепла от дизельных насосов. Станция перекрыта железобетонным куполом диаметром 41 метр и высотой 24,5 метра (вторым по величине в Германии). |                                                                   |                                  |                |                                                |                                 |                         |      |
| 13 | Рендсбургский мост Rendsburger Hochbrücke                         | Мост                             | 1911—1913      | Рендсбург земля Шлезвиг-Гольштейн              | 54°17′37″ с. ш. 09°40′58″ в. д. | 23 сентября 2013        |      |
| Стальной железнодорожный мост через Кильский канал, совмещённый с двумя виадуками, один из которых имеет петлеобразную форму (это техническое решение, характерное для горных местностей, здесь было впервые применено для преодоления водной преграды). Высота над зеркалом канала — 42 метра. До 2012 года являлся самым длинным железнодорожным мостом в Германии. К пролёту моста подвешен летающий паром. |                                                                   |                                  |                |                                                |                                 |                         |      |
| 14 | Кольрабициркус Kohlrabizirkus                                     | Крытый рынок                     | 1927—1929      | Лейпциг земля Саксония                         | 51°19′12″ с. ш. 12°23′20″ в. д. | 17 октября 2013         |      |
| Здание рынка накрыто двумя расположенными рядом эллиптическими железобетонными куполами высотой 29 метров и диаметром при основании 76 метров. До 1960 года это были самые большие в мире купола из жёстких конструкций. |                                                                   |                                  |                |                                                |                                 |                         |      |
| 15 | Новый музей Neues Museum                                          | Музей                            | 1843—1855      | Берлин земля Берлин                            | 52°31′13″ с. ш. 13°23′52″ в. д. | 4 июня 2014             |      |
| Здание в стиле позднего классицизма специально построено для размещения музейных коллекций. Первая крупная постройка Германии на металлических несущих конструкциях. В мягкий грунт берега реки Шпрее забито более 2300 свай. При их заглублении впервые в Германии была использована паровая машина. Музей сильно пострадал от бомбардировок во время Второй мировой войны и был восстановлен лишь к 2009 году. |                                                                   |                                  |                |                                                |                                 |                         |      |
| 16 | Железная дорога долины Вутаха Wutachtalbahn                       | Железная дорога                  | 1887—1890      | Лаухринген — Хинтчинген земля Баден-Вюртемберг | 47°50′16″ с. ш. 08°33′23″ в. д. | 18 сентября 2014        |      |
| Однопутная железнодорожная линия протяжённостью 61,5 километра, проложенная в горах Южного Шварцвальда, изобилует туннелями и мостами. Благодаря множеству поворотов и петлеобразных участков получила шутливое название Sauschwänzlebahn — дорога поросячьих хвостиков. |                                                                   |                                  |                |                                                |                                 |                         |      |
| 17 | Претцинский водосброс Pretziener Wehr                             | Водосброс                        | 1873—1875      | Претцин земля Саксония-Анхальт                 | 52°02′21″ с. ш. 11°49′41″ в. д. | 18 июня 2015            |      |
| Водосброс затворного типа, защищающий город Магдебург от разливов реки Эльбы. Плотина сооружения имеет 163 метра в длину, 7,5 метров в ширину и 4 метра в высоту; оснащена 36 металлическими затворами на электрическом приводе. Удостоен золотой медали на Всемирной выставке в Париже 1889 года. После реконструкции продолжает использоваться по назначению. |                                                                   |                                  |                |                                                |                                 |                         |      |
| 18 | Копёр IV шахты Кампгаузен Förderturm Camphausen IV                | Надшахтный копёр                 | 1910—1912      | Фишбах-Кампгаузен земля Саар                   | 49°17′58″ с. ш. 07°01′30″ в. д. | 04 марта 2016           |      |
| Первый в мире надшахтный копёр башенного типа, построенный из железобетона, что диктовалось недостатком места. До этого все подобные сооружения возводились из металлических конструкций. Башня высотой 40 метров стоит на четырёх колоннах, заглубленных в грунт на 11 метров — до скальной породы. На верхнем ярусе башни — два электродвигателя мощностью 1740 киловатт. |                                                                   |                                  |                |                                                |                                 |                         |      |
| 19 | Плотина Блейлох Bleilochtalsperre                                 | Плотина                          | 1926—1932      | Зальбург-Эберсдорф земля Тюрингия              | 50°31′00″ с. ш. 11°43′12″ в. д. | 16 сентября 2016        |      |
| Плотина самого крупного по объёму немецкого водохранилища на реке Зале. Удерживает 215 миллионов кубометров воды. Первая в Германии плотина, сооружённая целиком из железобетона, без каменного каркаса. Длина плотины 205 метров, максимальная высота — 65 метров. |                                                                   |                                  |                |                                                |                                 |                         |      |
| 20 | Центральный рынок Гамбурга Großmarkthalle Hamburg                 | Крытый рынок                     | 1958—1962      | Гамбург земля Гамбург                          | 53°32′33″ с. ш. 10°01′02″ в. д. | 27 апреля 2017          |      |
| Здание оптового рынка накрыто волнообразной крышей из предварительно напряжённого железобетона на двенадцати стальных фермах. В сечении оболочка представляет собой кривую, состоящую из трёх параболических арок и двух эллиптических переходов. |                                                                   |                                  |                |                                                |                                 |                         |      |
| 21 | Насосная станция Сан-Суси Pumpwerk für die Fontänen von Sanssouci | Насосная станция                 | 1841—1843      | Потсдам земля Бранденбург                      | 52°23′47″ с. ш. 13°02′41″ в. д. | 27 октября 2017         |      |
| Насосная станция предназначена для снабжения водой из реки Хафель фонтанов дворца Сан-Суси. Она была оснащена паровым двигателем, работающим на каменном угле, — на момент создания самым мощным в Германии. Двигатель полностью сохранился до настоящего времени. Здание станции оформлено в виде мавританской мечети, в минарете которой скрывается дымовая труба. |                                                                   |                                  |                |                                                |                                 |                         |      |
| 22 | Людвигов канал Ludwig-Donau-Main-Kanal                            | Канал                            | 1836—1846      | Кельхайм — Бамберг земля Бавария               | 49°21′01″ с. ш. 11°20′40″ в. д. | 20 июля 2018            |      |
| Судоходный канал между Майном и Дунаем, пересекающий водораздел Северного и Чёрного морей. Крупнейшее гидротехническое сооружение Германии эпохи промышленной революции. На водном пути длиной 172,4 километра — сто шлюзов, осуществляющих подъём судов из Дуная на 80 метров, а из Майна — на 184 метра. |                                                                   |                                  |                |                                                |                                 |                         |      |
| 23 | Чайник Teepott Warnemünde                                         | Ресторан                         | 1968           | Росток земля Мекленбург-Передняя Померания     | 54°10′54″ с. ш. 12°05′08″ в. д. | 18 октября 2018         |      |
| Трёхэтажное круглое здание диаметром 30 метров в районе Варнемюнде, у входа в гавань. Три железобетонные арки, встречающиеся у земли, несут оболочку крыши, формируемую тремя седлообразными структурами (гиперболическими параболоидами). Это позволяет конструкции минимальной массы выдерживать значительную ветровую нагрузку. |                                                                   |                                  |                |                                                |                                 |                         |      |
| 24 | Планетарий Цейса Zeiss-Planetarium                                | Планетарий                       | 1924—1926      | Йена земля Тюрингия                            | 50°55′54″ с. ш. 11°35′13″ в. д. | 26 апреля 2019          |      |
| Старейший в мире действующий проекционный планетарий с возможностью демонстрации звёздного неба над точкой с любой широтой. Железобетонный полусферический купол толщиной 6 сантиметров имеет высоту 25 метров и площадь проеционной поверхности почти 1000 квадратных метров. |                                                                   |                                  |                |                                                |                                 |                         |      |
| 25 | Газгольдер в Оберхаузене Gasometer Oberhausen                     | Газгольдер                       | 1927—1929      | Оберхаузен земля Северный Рейн-Вестфалия       | 51°29′39″ с. ш. 06°52′14″ в. д. | 06 сентября 2019        |      |
| Крупнейший в Европе промышленный газгольдер. Обеспечивал запас коксового газа для металлургических предприятий Рурской области. Хранилище переменного объёма могло сохранять под поршнем до 347 тысяч кубических метров газа. Высота сооружения 117 метров, диаметр 68 метров. |                                                                   |                                  |                |                                                |                                 |                         |      |
| 26 | Северный шлюз в Бремерхафенене Nordschleuse Bremerhaven           | Шлюз                             | 1928—1931      | Бремерхафен земля Бремен                       | 53°34′12″ с. ш. 08°32′59″ в. д. | июнь 2020               |      |
| На время постройки — второй по величине шлюз в мире. Обеспечивает проход крупнейших судов для погрузки и разгрузки в порт Бремена. Длина шлюзовой камеры — 375 метров, ширина — 60 метров. |                                                                   |                                  |                |                                                |                                 |                         |      |
| 27 | Мост Нибелунгов Nibelungenbrücke                                  | Мост                             | 1951—1953      | Вормс земля Рейнланд-Пфальц                    | 49°37′53″ с. ш. 08°22′48″ в. д. | ноябрь 2020             |      |
| Первый мост через Рейн из предварительно напряжённого железобетона. Коробчатая конструкция с главным пролётом длиной 114,2 метра консольно закреплена на кессонах, оставшихся от старого моста, разрушенного во время Второй мировой войны. Это позволило возвести мост без установки строительных лесов. Общая длина моста — 744 метра. |                                                                   |                                  |                |                                                |                                 |                         |      |
| 28 | Студия радиовещания Radio Europe 1 Sendehalle von Radio Europe 1  | Студия радиовещания              | 1951—1955      | Берус земля Саар                               | 49°16′48″ с. ш. 06°40′41″ в. д. | 24 сентября 2021        |      |
| Первое в мире крупное здание с бетонной крышей без опорных столбов, подвешенной на сетке предварительно натянутых тросов. Зал размером 86 х 46 метров имеет максимальную высоту 16 метров. Стеклянные стены придают зданию визуальную лёгкость и прозрачность. |                                                                   |                                  |                |                                                |                                 |                         |      |
| 29 | Плотина Раппбоде Rappbode-Talsperre                               | Плотина                          | 1952—1959      | Гарц земля Саксония-Анхальт                    | 51°44′24″ с. ш. 10°53′36″ в. д. | 24 июня 2022            |      |
| Самая высокая плотина Германии высотой 106 метров на реке Раппбоде возведена в целях защиты от наводнений. Масса сооружения — более двух миллионов тонн. Для противодействия растрескиванию между монолитными бетонными пролётами устроены деформационные швы. |                                                                   |                                  |                |                                                |                                 |                         |      |
| 30 | Купол Олимпийского стадиона Zeltdach des Olympiastadions          | Стадион                          | 1972           | Мюнхен земля Бавария                           | 48°10′23″ с. ш. 11°32′47″ в. д. | 2023                    |      |
| Трибуна Олимпийского стадиона перекрыта оболочкой из полупрозрачного акрилового стекла. Оболочку несёт трос длиной 440 метров, натянутый полукругом и удерживаемый растяжками, прикреплёнными к грунтовым анкерам и башням (двум высотой 70 метров и шести меньшего размера). Дополнительная сложность конструкции состоит в том, что башни расположены за пределами игрового поля и трибуны. Одно из первых в Германии крупномасштабное применение систем автоматизированного проектирования.                                                                                |                                                                   |                                  |                |                                                |                                 |                         |      |
| 31 | Фабрика швейных машин Nähmaschinenwerk Wittenberge                | Комплекс производственных зданий | 1903—1904      | Виттенберг земля Саксония-Анхальт              | 52°59′28″ с. ш. 11°46′06″ в. д. | октябрь 2024            |      |
| Производственный комплекс состоит из восьми зданий и инновационной на то время инфраструктуры промышленного предприятия. Фабрика была оснащена собственной электростанцией с теплоцентралью и установкой сжатого воздуха, речным грузовым портом с электрическими кранами, электрифицированной железной дорогой, очистными сооружениями, одной из первых в Германии сплинклерной системой пожаротушения. Здания соединены системой транспортных тоннелей. |                                                                   |                                  |                |                                                |                                 |                         |      |

Из тридцати одного, избранного по состоянию на конец 2024 года:
- четырнадцать имеют отношение к транспортной инфраструктуре, из них:
  - восемь предназначены для преодоления водных преград или неровностей рельефа: четыре моста, два виадука, один летающий паром[К 1] и один подводный тоннель;
  - четыре относятся к инфраструктуре водного транспорта: один судоходный канал, один судоподъёмник, один шлюз, один башенный маяк;
  - одна железнодорожная линия;
  - один аэропорт.
- одна телебашня.
- один стадион.
- три гидротехнических сооружения.
- два промышленных сооружения:
  - одно надшахтное сооружение.
  - один газгольдер.
- десять зданий, из них:
  - четыре промышленных;
  - три торговых;
  - два музейно-просветительных
  - одно радиовещательное.

По времени создания памятники относятся:
- один памятник — к XVI веку;
- шесть памятников — к первой половине XIX века;
- четыре памятника — ко второй половине XIX века;
- тринадцать памятников — к первой половине XX века;
- семь памятников — ко второй половине XX века.

Территориально исторические памятники инженерно-архитектурного искусства Германии расположены:
- в федеральной земле Бавария — четыре памятника,
- в федеральной земле Саксония-Анхальт — три памятника,
- в федеральных землях Баден-Вюртемберг, Берлин, Бранденбург, Гамбург, Нижняя Саксония, Рейнланд-Пфальц, Саар, Саксония, Северный Рейн-Вестфалия и Тюрингия — по два памятника;
- в федеральных землях Бремен, Гессен, Мекленбург-Передняя Померания и Шлезвиг-Гольштейн — по одному памятнику.

### Комментарии
1. ↑  Ещё один летающий паром подвешен к Рендбургскому мосту. Таким образом, с 2013 года оба функционирующих в Германии летающих парома включены в список Исторических памятников.